# Kazimierz Ajdukiewicz
Kazimierz Ajdukiewicz (Ternopilj, Galicija, 12. prosinca 1890. – Varšava, 12. travnja 1963.), poljski filozof, matematičar i logičar.
Bio je pripadnik glasovite lavovsko-varšavske škole, a njegova temeljna istraživanja išla su u smjeru definiranja i utvrđivanja analitičkih stajališta, što ga svrstava u red najistaknutijih logičara. Njegovo djelo izravno korespondira s naporima poduzetim u smislu promoviranja određenih filozofskih disciplina kao relevantnih znanstvenih područja (s kompletnom znanstvenom aparaturom).